# Якубець Іван Миколайович
Якубе́ць Іва́н Микола́йович (29 червня 1955, Любашівка, Одеська обл.) — український військовик, полковник запасу, командувач Аеромобільних військ України (1998–2005), учасник бойових дій в Косово та учасник АТО, Член експертної ради ЦДАКР.

## Життєпис
Іван Якубець (Кришко) народився у селищі міського типу  Любашівка по вул. Мічурина 15, що на Одещині. У 1972 році закінчив середню школу № 5 міста Котовська, після чого влаштувався учнем електрика на Котовському цукровому заводі. Наступного року за комсомольським набором до лав повітряно-десантних військ СРСР вступив до Рязанського вищого повітряно-десантного командного училища, яке закінчив у 1977 році, а у 1989 році став випускником оперативного факультету ПДВ  Військової академії ім. М. Фрунзе. 
Протягом служби Іван Якубець обіймав посади командирів взводу, роти, батальйону, бригади, начальника роду військ ЗСУ - у повітряно-десантних, десантно-штурмових військах, військах спеціального призначення та аеромобільних військах ЗС України. Відзначений численними державними та відомчими нагородами.
У 1998 році Якубець закінчив стратегічний факультет Академії Збройних Сил України з присвоєнням кваліфікації Магістра державного військового управління. Того ж року його було призначено на посаду Начальника аеромобільних (десантно-штурмових) військ ЗС України, яку він обіймав протягом 7 років. Брав участь у бойових діях в Косово. Учасник  АТО у 2014 - 2016 р.р.
Після закінчення служби у квітні 2006 року зарахований до Апарату Ради національної безпеки і оборони України, де працював на посаді державного експерта з питань аналізу діяльності ЗС України та інших військових формувань. Державний службовець п'ятого рангу.

## Нагороди та відзнаки
- Медаль «За відзнаку у військовій службі»
- Медаль «За бойові заслуги»
- Медаль «За бездоганну службу» II ступеня (СРСР)
- Медаль «За бездоганну службу» III ступеня (СРСР)
- Медаль Жукова
- Медаль «60 років Збройних Сил СРСР»
- Медаль «70 років Збройних Сил СРСР»
- Медаль «10 років Збройним Силам України»
- Відзнака Міністерства оборони України «Доблесть і честь»
- Відзнака Міністерства оборони України «Ветеран військової служби»
- Заохочувальна відзнака Міністерства оборони України «Знак пошани»
- Відзнака Голови Служби безпеки України - Іменна вогнепальна зброя
- Цінний подарунок від Президента України - наручний годинник.